# 海賊多発海域における日本船舶の警備に関する特別措置法
海賊多発海域における日本船舶の警備に関する特別措置法（かいぞくたはつかいいきにおけるにほんせんぱくのけいびにかんするとくべつそちほう、平成25年11月20日法律第75号）は、日本船への武装警備員常駐に関する日本の法律である。

## 概要
日本船籍の船舶に、小銃で武装した民間警備員が乗り込むことについて、別に政令で指定する「海賊多発海域」に限り、銃砲刀剣類所持等取締法を適用しないことを規定している。日本船舶に乗り込む民間警備員が小銃等で武装し、接近する海賊船に威嚇射撃が可能である。ただし、人への発砲は船員や警備員に危険が生じた場合のみ認める規定となっている。海運会社は船毎に警備計画を作り、国土交通大臣の認定を得なければならない。
2013年（平成25年）10月15日に法案が閣議決定され、11月13日に第185回国会で可決・成立した。